# Prapag Kidul (Pituruh)
Prapag Kidul is een bestuurslaag in het regentschap Purworejo van de provincie Midden-Java, Indonesië. Prapag Kidul telt 624 inwoners (volkstelling 2010).